# Moroni (Utah)
Moroni é uma cidade localizada no estado norte-americano de Utah, no Condado de Sanpete.

## Demografia
Segundo o censo norte-americano de 2000, a sua população era de 1280 habitantes.
Em 2006, foi estimada uma população de 1273, um decréscimo de 7 (-0.5%).

## Geografia
De acordo com o United States Census Bureau tem uma área de
2,8 km², dos quais 2,8 km² cobertos por terra e 0,0 km² cobertos por água. Moroni localiza-se a aproximadamente 1686 m acima do nível do mar.

## Localidades na vizinhança
O diagrama seguinte representa as localidades num raio de 20 km ao redor de Moroni.